# 米拉馬爾海灘 (佛羅里達州)
米拉馬爾海灘（英語：Miramar Beach）是位於美國佛羅里達州沃爾頓縣的一個人口普查指定地區。

## 地理
米拉馬爾海灘的座標為30°22′58″N 86°21′21″W / 30.38278°N 86.35583°W，而該地最高點為海拔高度6米（即20英尺）。

## 人口
根據2010年美國人口普查的數據，米拉馬爾海灘的面積為12.2平方千米，當中陸地面積為11.9平方千米，而水域面積為0.3平方千米。當地共有人口6146人，而人口密度為每平方千米503人。